# Creiis longipennis
Creiis longipennis är en insektsart som först beskrevs av Walker 1852.  Creiis longipennis ingår i släktet Creiis och familjen rundbladloppor. Inga underarter finns listade i Catalogue of Life.